# Tangente (géométrie)
Pour les articles homonymes, voir Tangente.

Une courbe et la tangente en un de ses points.

Tangente vient du latin tangere, toucher : en géométrie, la tangente à une courbe en un de ses points est une droite qui « touche » la courbe au plus près au voisinage de ce point. La courbe et sa tangente forment alors un angle nul en ce point.
La notion de tangente permet d'effectuer des approximations : pour la résolution de certains problèmes qui demandent de connaître le comportement de la courbe au voisinage d'un point, on peut assimiler celle-ci à sa tangente. Ceci explique la parenté entre la notion de tangente et le calcul différentiel.
Se contenter comme on le fait parfois de définir la tangente comme une droite qui « touche la courbe sans la traverser » serait incorrect, puisque
- rien n'empêche la courbe de retraverser une de ses tangentes un peu plus loin (le concept de tangente au point M ne décrit bien la situation que dans un petit voisinage du point M).
- il y a des situations exceptionnelles où la tangente en M traverse la courbe justement au point M. On dit alors qu'il y a une inflexion en M.

L'homologue de la notion de tangente pour les surfaces est celle de plan tangent. Il peut être défini en considérant l'ensemble des courbes tracées sur la surface et passant par un point donné, et en considérant l'ensemble des tangentes obtenu. On peut ensuite généraliser à des objets de dimension plus grande que 2.

## Définition géométrique de la tangente

Approche tangente

La tangente à une courbe C en un point A d'abscisse a est la position limite, quand elle existe, de la droite sécante (AB) lorsque le point B de la courbe tend vers le point A.

Pour être rendue parfaitement rigoureuse, cette définition demande d'introduire des notions de topologie permettant le calcul d'une telle limite. Elle est cependant très imagée.

### Exemple: tangente au cercle

La tangente est perpendiculaire au rayon

Construction à la règle et au compas de la tangente [DC] au cercle de centre O et de rayon [OA].

En chacun de ses points le cercle admet une tangente. La tangente en M est la droite passant par M et perpendiculaire au rayon issu de M.
Les tangentes au cercle de centre O et de rayon R sont les droites situées à la distance R du point O. Ce sont aussi les droites qui coupent le cercle en exactement un point, mais il s'agit d'une propriété particulière au cercle.

### Angle entre deux courbes
Soient deux courbes C et C' passant par le même point M ; on suppose qu'elles ont toutes les deux des tangentes en ce point.
- L'angle entre les tangentes est appelé angle des deux courbes en M.
- Dans le cas particulier où cet angle est droit, on dit que les deux courbes sont orthogonales en M.
- Dans le cas particulier où cet angle est plat, les tangentes sont identiques et on dit que les deux courbes sont tangentes en M.

## Calculs de tangente

### Tangente à un graphe de fonction numérique

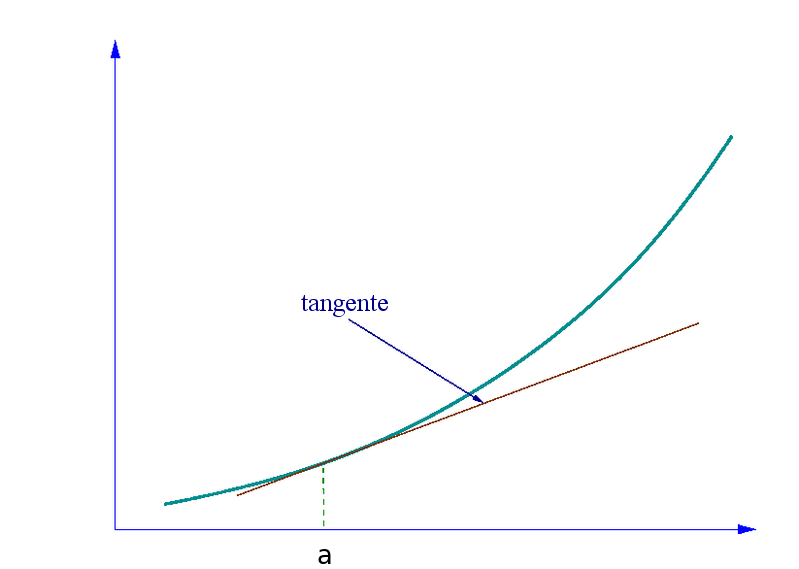
Graphe de f et sa tangente au point (a, f (a)).

Ici f est une fonction définie sur un intervalle de la forme {\displaystyle ]a-\alpha ,a+\alpha [,\alpha >0}, à valeurs réelles. On se préoccupe de savoir si le graphe, d'équation y = f(x), admet une tangente au point A de coordonnées (a,f(a)).
La sécante entre les points d'abscisse a et a+h est la droite passant par A et de pente {\displaystyle p(h)={\frac {f(a+h)-f(a)}{h}}}, qui est un taux de variation de f. Il y a trois possibilités :
- si p(h) admet une limite finie p lorsque h tend vers 0, il y a une tangente : la droite passant par A et de pente p. La fonction est alors dérivable et la pente de la tangente est la valeur de la dérivée. L'équation de cette tangente est alors :{\displaystyle y=f'(a)(x-a)+f(a)} ;
- si p(h) admet une limite infinie, il y a une tangente : la droite d'équation x = a. Cela se produit par exemple pour la fonction {\displaystyle f(x)={\sqrt {|x|}}} en a = 0 ;
- sinon (s'il n'y a pas de limite), il n'y a pas de tangente.

### Tangente à un arc paramétré
Cette fois f est une fonction définie sur un intervalle de la forme {\displaystyle ]a-\alpha ,a+\alpha [,\alpha >0} à valeurs dans un espace vectoriel E de dimension finie. On fait l'étude au voisinage du point de paramètre a.
Une première condition pour pouvoir parler de sécante est qu'au voisinage de a, la courbe ne passe qu'une fois par le point a. Dans ce cas, on peut de nouveau calculer la pente de la sécante et chercher si elle a une limite.
En tout cas, la notion de tangente ne dépend pas du paramétrage choisi, puisque sa définition est purement géométrique (voir supra).

#### Lien avec le calcul différentiel
Si f admet un vecteur dérivé non nul au point a, on dit que a est un point régulier et il y a une tangente, dirigée par le vecteur f'(a).
Si f admet une succession de dérivées nulles en a puis une première dérivée non nulle en allant à l'ordre p
{\displaystyle f'(a)=f''(a)=\dots =f^{(p-1)}(a)=0\qquad f^{(p)}(a)\neq 0}
alors il y a une tangente, dirigée par la première dérivée non nulle.
En un tel point on dit qu'il y a un contact d'ordre p entre la courbe et sa tangente (alors qu'en un point régulier le contact est seulement d'ordre 1).
Attention : la tradition française est d'utiliser le mot «régulier» pour deux concepts distincts, la régularité de f comme fonction ou celle de l'arc. Il est possible de paramétrer un carré de façon {\displaystyle {\mathcal {C}}^{\infty }}, ce qui montre bien que la régularité au sens des fonctions ne donne pas nécessairement l'existence de tangentes. Simplement, pour un tel paramétrage, aux sommets, toutes les dérivées seront nulles.

#### Demi-tangentes
Pour une étude plus précise, on peut introduire des demi-tangentes à droite et à gauche pour définir le comportement pour les valeurs du paramètre strictement supérieures ou strictement inférieures à a. L'information supplémentaire contenue dans une demi-tangente est le sens du mouvement.

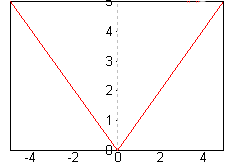
graphe de la valeur absolue

On dit qu'il y a une demi-tangente à droite quand la limite suivante existe
{\displaystyle T_{d}=\lim \limits _{h\to 0^{+}}{\frac {f(a+h)-f(a)}{\|f(a+h)-f(a)\|}}}
La demi-tangente est alors la demi-droite d'origine ce vecteur {\displaystyle T_{d}}.
On dit qu'il y a une demi-tangente à gauche quand la limite suivante existe (attention à l'ordre)
{\displaystyle T_{g}=\lim \limits _{h\to 0^{+}}{\frac {f(a)-f(a-h)}{\|f(a)-f(a-h)\|}}}
La demi-tangente est alors la demi-droite d'origine ce vecteur {\displaystyle T_{g}}.
S'il y a des demi-tangentes, on utilise le vocabulaire suivant :

deltoïde

- point anguleux quand les demi-tangentes forment un angle non plat

Le graphe de la fonction valeur absolue donne un exemple de point anguleux
- point de rebroussement quand les demi-tangentes sont opposées : il y a alors une tangente, mais la courbe fait une sorte de demi-tour, d'où le nom.

Dans le cas d'une deltoïde, on voit trois points de rebroussement.
- tangente sans rebroussement pour le cas le plus fréquent : les demi-tangentes sont égales.

#### Courbe en coordonnées polaires
Si l'arc admet pour paramètre l'angle polaire {\displaystyle \rho (\theta )}, le vecteur dérivé admet pour expression dans la base mobile {\displaystyle \rho '(\theta )u(\theta )+\rho (\theta )v(\theta )}.
- tous les points autres que l'origine sont réguliers, et possèdent donc une tangente
- si l'arc passe par l'origine en {\displaystyle \theta _{0}}, alors la sécante {\displaystyle M_{0}M(\theta )} n'est autre que la droite d'angle {\displaystyle \theta }. Il y a donc toujours une tangente : la droite d'angle {\displaystyle \theta _{0}}.

En toute rigueur, pour que les sécantes existent il faut ajouter la condition que l'arc ne passe qu'une fois par l'origine pour {\displaystyle \theta } assez proche de {\displaystyle \theta _{0}}.

### Tangente pour une courbe implicite
On considère une courbe d'équation cartésienne f(x,y)=C dans le plan euclidien, pour une fonction f de classe {\displaystyle {\mathcal {C}}^{1}} sur un ouvert du plan.
Le théorème des fonctions implicites permet de se ramener à un arc paramétré et de
déterminer existence et équation éventuelle de la tangente à cette courbe en un point donné.
Précisément, un point M=(x,y) appartenant à la courbe est dit régulier quand le gradient
de f est non nul en ce point. Et dans ce cas, la tangente est orthogonale au vecteur gradient.

## Position par rapport à la tangente

### Convexité
Le graphe d'une fonction numérique dérivable est convexe si et seulement si la courbe est toujours au-dessus de ses tangentes. Il est concave si et seulement si la courbe est en dessous de ses tangentes.
Dans les cas qu'on rencontre en pratique, la courbe est alternativement concave ou convexe sur différents intervalles séparés par des points d'inflexion (pour lesquels la tangente traverse la courbe).
On peut étendre aux arcs paramétrés en cherchant les points d'inflexion et le sens dans lequel est tourné la concavité de la courbe. Un outil pour le savoir est le calcul du signe de la courbure.
On définit par exemple la notion de courbe fermée convexe, c'est-à-dire qui est toujours située d'un côté de ses tangentes. Pour une telle courbe, la courbure ne change pas de signe.

### Utilisation du calcul différentiel pour les points remarquables
Une étude complète d'un arc f dans le plan au voisinage d'un de ses points a passe par l'étude des dérivées de f en ce point. On suppose que la première dérivée non nulle est celle d'ordre p et que la première dérivée non colinéaire à {\displaystyle f^{(p)}(a)} est celle d'ordre q.
Il y a alors un repère judicieux pour effectuer l'étude : {\displaystyle (f(a),f^{(p)}(a),f^{(q)}(a))}.
Dans ce repère, l'arc prend la forme (X(t),Y(t)). On effectue alors le développement limité des fonctions X et Y :
{\displaystyle X(t)={\frac {1}{p!}}t^{p}+o(t^{p}),\qquad Y(t)={\frac {1}{q!}}t^{q}+o(t^{q})}
On retrouve des faits connus quand t tend vers 0 ou vers x : X et Y tendent vers 0 (continuité de la courbe), la pente Y/X tend vers 0 (la tangente est donnée par le premier vecteur de base). Mais en outre on a le signe de X et de Y pour t assez petit. Le signe de X nous dit si nous sommes en avant ou en arrière (par rapport au sens de {\displaystyle f^{(p)}(a)}). Le signe de Y nous indique si nous sommes au-dessus ou au-dessous de la tangente.
- pour p impair, q pair : X change de signe, pas Y, on avance en restant au-dessus de la tangente. C'est un point ordinaire.
- pour p impair, q impair : X et Y changent de signe, on avance en traversant la tangente. C'est un point d'inflexion.
- pour p pair, q impair : X ne change pas de signe, mais Y si, on fait demi-tour mais en passant de l'autre côté de la tangente. C'est un point de rebroussement de première espèce (cas du deltoïde).
- pour p pair, q pair : X et Y, on repart en sens inverse, en restant du même côté de la tangente. C'est un point de rebroussement de deuxième espèce.

## Extension aux surfaces et au-delà
Soit M un point d'une surface S. On considère l'ensemble de toutes les courbes tracées sur S et passant par M et ayant une tangente en M. Si la réunion de toutes les tangentes ainsi obtenues forme un plan, il est appelé plan tangent à la surface.
On procède de même pour des sous-espaces courbes de dimension plus grande de E : les sous-variétés.

## La tangente en dessin d'art
En dessin et en animation, les artistes s'attachent à éviter la tangence entre deux courbes. En effet, la tangence risque de briser l'effet de perspective puisque l'on ne sait pas quelle surface est devant l'autre d'une part ; et d'autre part, les droites tangentes aux deux courbes forment une croix qui attire le regard et l'empêche de circuler dans le dessin.